# 黑掌树蛙

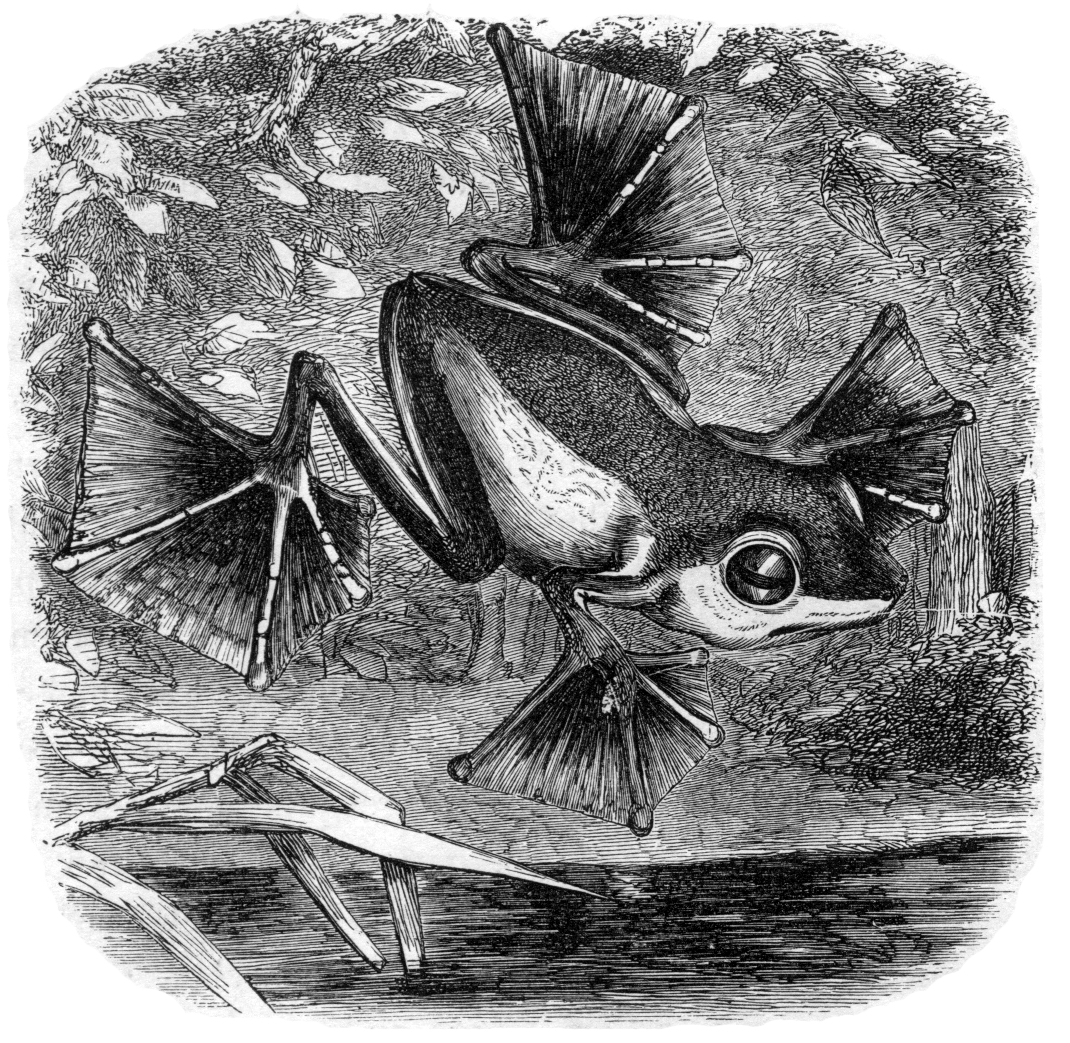
阿爾弗雷德·拉塞爾·華萊士《馬來群島》一書中關於此物種的插圖

黑掌樹蛙（Rhacophorus nigropalmatus）為樹蛙科樹蛙屬的一種兩棲動物，分佈於馬來半島至印度尼西亞西部一帶。由於該物種可以在空中滑翔，而且生物學家阿爾弗雷德·拉塞爾·華萊士被公認為是首次採集到其標本的人物，因此又名華萊士飛蛙（英語：Wallace's flying frog）。
大泛樹蛙（R. dennysii）、白頜大樹蛙（R. maximus）以及棕褶樹蛙（R. feae）都曾經被認為是此物種的亞種。另外，一些在寮國、越南或者中國南方發現的蛙類也被認為是此物種或是其近緣種。

## 栖息与分布
黑掌树蛙曾在以下地点被发现：
- 马来半岛：马来西亚半島和泰国南部；
- 印尼苏门答腊；
- 婆罗洲

生存环境多是潮湿的常绿树林（熱帶雨林）。

## 概述
黑掌樹蛙由於體型較大、顏色鮮豔並且行為有趣，因此經常被當作自然攝影的對象。該物種為樹蛙屬中體型最大的物種之一，身長通常可以達到80至100毫米，且雄性相對於雌性較小。眼球與耳鼓均較大，瞳孔呈水平狀。四肢長，趾間均有蹼，四肢間也有由皮膚伸展形成的薄膜。借助這些結構，黑掌樹蛙可以從樹上滑翔至地面。
黑掌樹蛙的背面呈有光澤的亮綠色，腹面呈白色至淡黃色，後肢內側趾背側以及四肢趾間蹼靠近外緣的一小部分呈亮黃色，而蹼靠近掌的部分以及身體兩側的兩個斑點則呈煤黑色。總體來說，黑掌樹蛙看起來類似黑蹼樹蛙（R. reinwardtii）以及黃蹼樹蛙（R. kio），但比這兩個物種的體型更大，而且蹼上的條紋也不呈橘色。
黑掌樹蛙幾乎終生生活在樹上，只有在交配和產卵時才會從樹上降落到地面或是在樹於樹之間滑翔和「飛行」。在受到威脅或是覓食時，黑掌樹蛙會從樹枝上躍下，然後迅速張開四肢以及趾間的蹼。這些皮膜能夠提高空氣阻力，幫助它們順利地滑翔到附近的樹上或地面上。據測算，一些黑掌樹蛙能夠滑翔15米甚至更長的距離。而肥厚的趾墊有助於減緩它們著陸時的衝擊，以及幫助它們抓牢樹幹。黑掌樹蛙主要以昆蟲為食，而它們的主要天敵則是樹棲蛇類。

## 外部連結
- Amphibians and Reptiles of Peninsular Malaysia - Rhacophorus nigropalmatus